# Anisophaea decorata
Anisophaea decorata är en trollsländeart som först beskrevs av Hagen in Selys 1853.  Anisophaea decorata ingår i släktet Anisophaea och familjen Euphaeidae. Inga underarter finns listade i Catalogue of Life.